# Dolus-le-Sec
Dolus-le-Sec [dɔly lə sɛk] est une commune française du département d'Indre-et-Loire, en région Centre-Val de Loire.

## Géographie
| Tauxigny-Saint-Bauld | Reignac-sur-Indre | Azay-sur-Indre        |
|                      | Dolus-le-Sec      | Chambourg-sur-Indre   |
| Manthelan            | Mouzay            | Chanceaux-près-Loches |

### Hydrographie

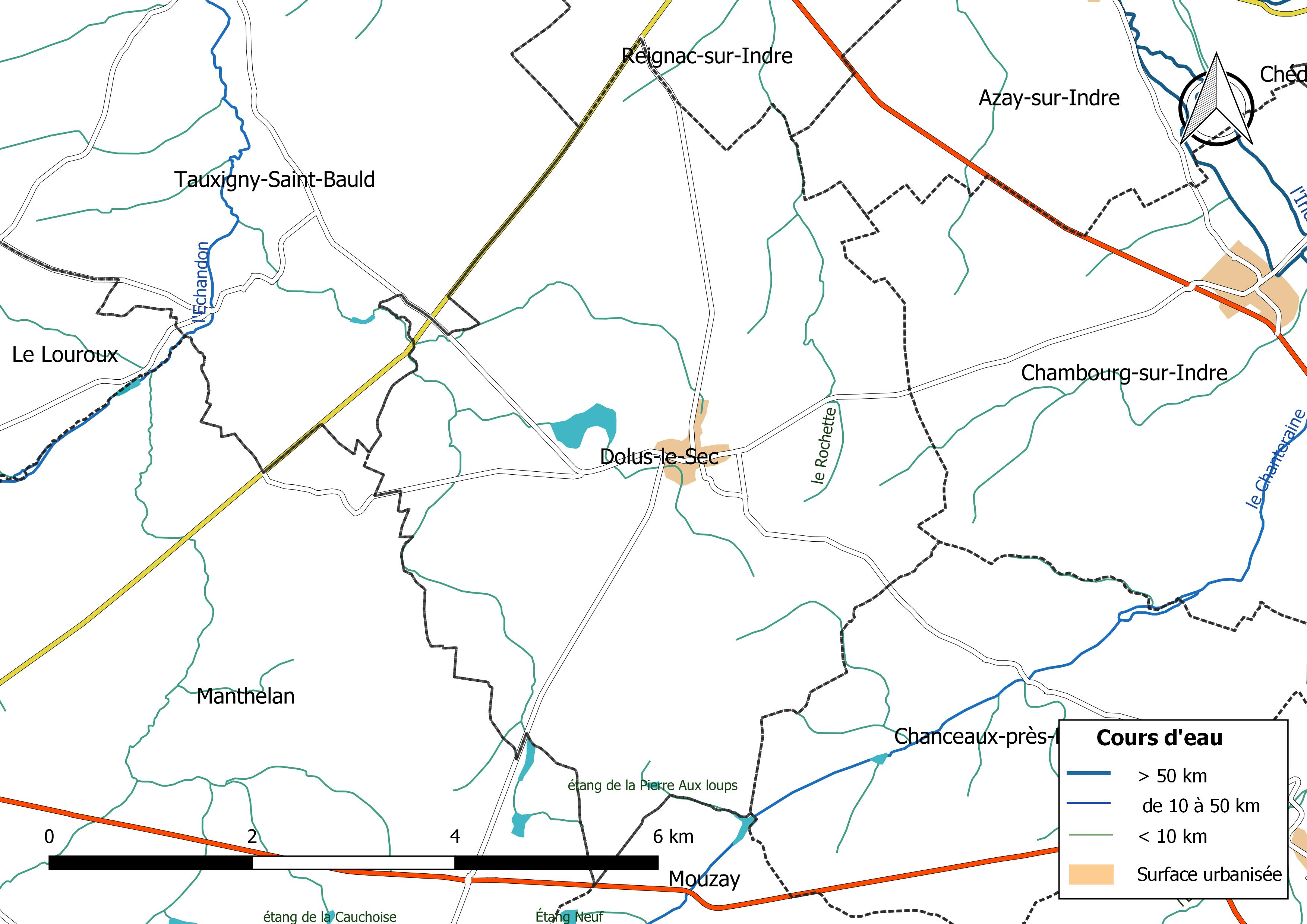
Réseau hydrographique de Dolus-le-Sec.

Le réseau hydrographique communal, d'une longueur totale de 22,93 km, comprend divers petits cours d'eau pour certains temporaires,.
Une zone humide a été répertoriée sur la commune par la direction départementale des territoires (DDT) et le Conseil départemental d'Indre-et-Loire : « la vallée du Ruisseau de Montant de Montant à la confluence avec l'Échandon »,.

### Climat
Pour des articles plus généraux, voir Climat du Centre-Val de Loire et Climat d'Indre-et-Loire.
En 2010, le climat de la commune est de type climat océanique altéré, selon une étude du CNRS s'appuyant sur une série de données couvrant la période 1971-2000. En 2020, Météo-France publie une typologie des climats de la France métropolitaine dans laquelle la commune est toujours exposée à un climat océanique altéré et est dans la région climatique Moyenne vallée de la Loire, caractérisée par une bonne insolation (1 850 h/an) et un été peu pluvieux.
Pour la période 1971-2000, la température annuelle moyenne est de 11,3 °C, avec une amplitude thermique annuelle de 14,9 °C. Le cumul annuel moyen de précipitations est de 699 mm, avec 11,3 jours de précipitations en janvier et 6,6 jours en juillet. Pour la période 1991-2020, la température moyenne annuelle observée sur la station météorologique de Météo-France la plus proche, « Reignac », sur la commune de Reignac-sur-Indre à 8 km à vol d'oiseau, est de 12,1 °C et le cumul annuel moyen de précipitations est de 668,5 mm,. Pour l'avenir, les paramètres climatiques de la commune estimés pour 2050 selon différents scénarios d'émission de gaz à effet de serre sont consultables sur un site dédié publié par Météo-France en novembre 2022.

## Urbanisme

### Typologie
Au 1er janvier 2024, Dolus-le-Sec est catégorisée commune rurale à habitat dispersé, selon la nouvelle grille communale de densité à sept niveaux définie par l'Insee en 2022.
Elle est située hors unité urbaine. Par ailleurs la commune fait partie de l'aire d'attraction de Tours, dont elle est une commune de la couronne,. Cette aire, qui regroupe 162 communes, est catégorisée dans les aires de 200 000 à moins de 700 000 habitants,.

### Occupation des sols
L'occupation des sols de la commune, telle qu'elle ressort de la base de données européenne d’occupation biophysique des sols Corine Land Cover (CLC), est marquée par l'importance des territoires agricoles (91,4 % en 2018), une proportion sensiblement équivalente à celle de 1990 (91,5 %). La répartition détaillée en 2018 est la suivante :
terres arables (86,6 %), forêts (7,5 %), prairies (3,9 %), zones urbanisées (1,1 %), zones agricoles hétérogènes (1 %). L'évolution de l’occupation des sols de la commune et de ses infrastructures peut être observée sur les différentes représentations cartographiques du territoire : la carte de Cassini (XVIIIe siècle), la carte d'état-major (1820-1866) et les cartes ou photos aériennes de l'IGN pour la période actuelle (1950 à aujourd'hui).

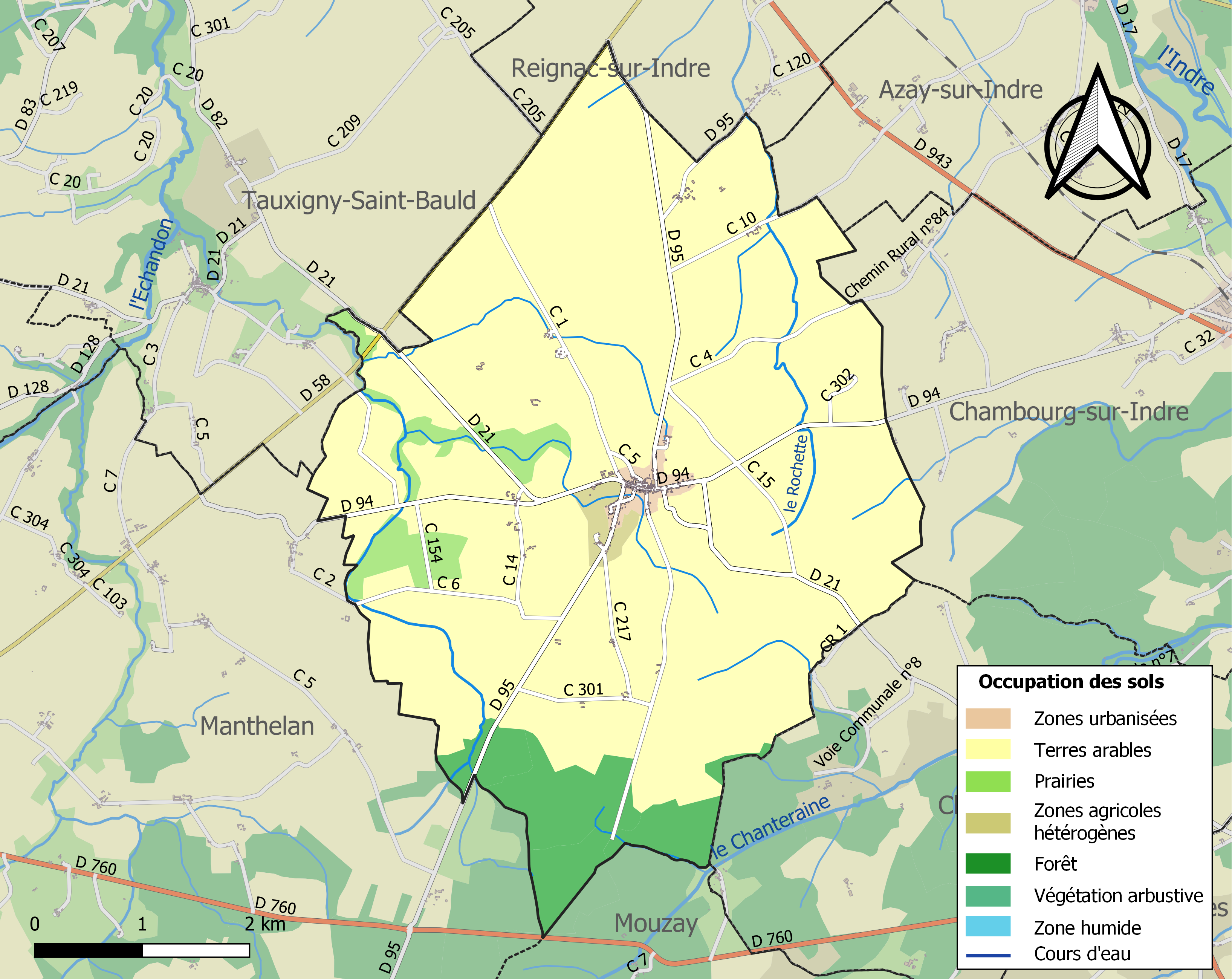
Carte des infrastructures et de l'occupation des sols de la commune en 2018 (CLC).

### Risques majeurs
Le territoire de la commune de Dolus-le-Sec est vulnérable à différents aléas naturels : météorologiques (tempête, orage, neige, grand froid, canicule ou sécheresse), feux de forêts et séisme (sismicité faible). Un site publié par le BRGM permet d'évaluer simplement et rapidement les risques d'un bien localisé soit par son adresse soit par le numéro de sa parcelle.
Pour anticiper une remontée des risques de feux de forêt et de végétation vers le nord de la France en lien avec le dérèglement climatique, les services de l’État en région Centre-Val de Loire (DREAL, DRAAF, DDT) avec les SDIS ont réalisé en 2021 un atlas régional du risque de feux de forêt, permettant d’améliorer la connaissance sur les massifs les plus exposés. La commune, étant pour partie dans le massif de Manthelan-Chambourg, est classée au niveau de risque 1, sur une échelle qui en comporte quatre (1 étant le niveau maximal).

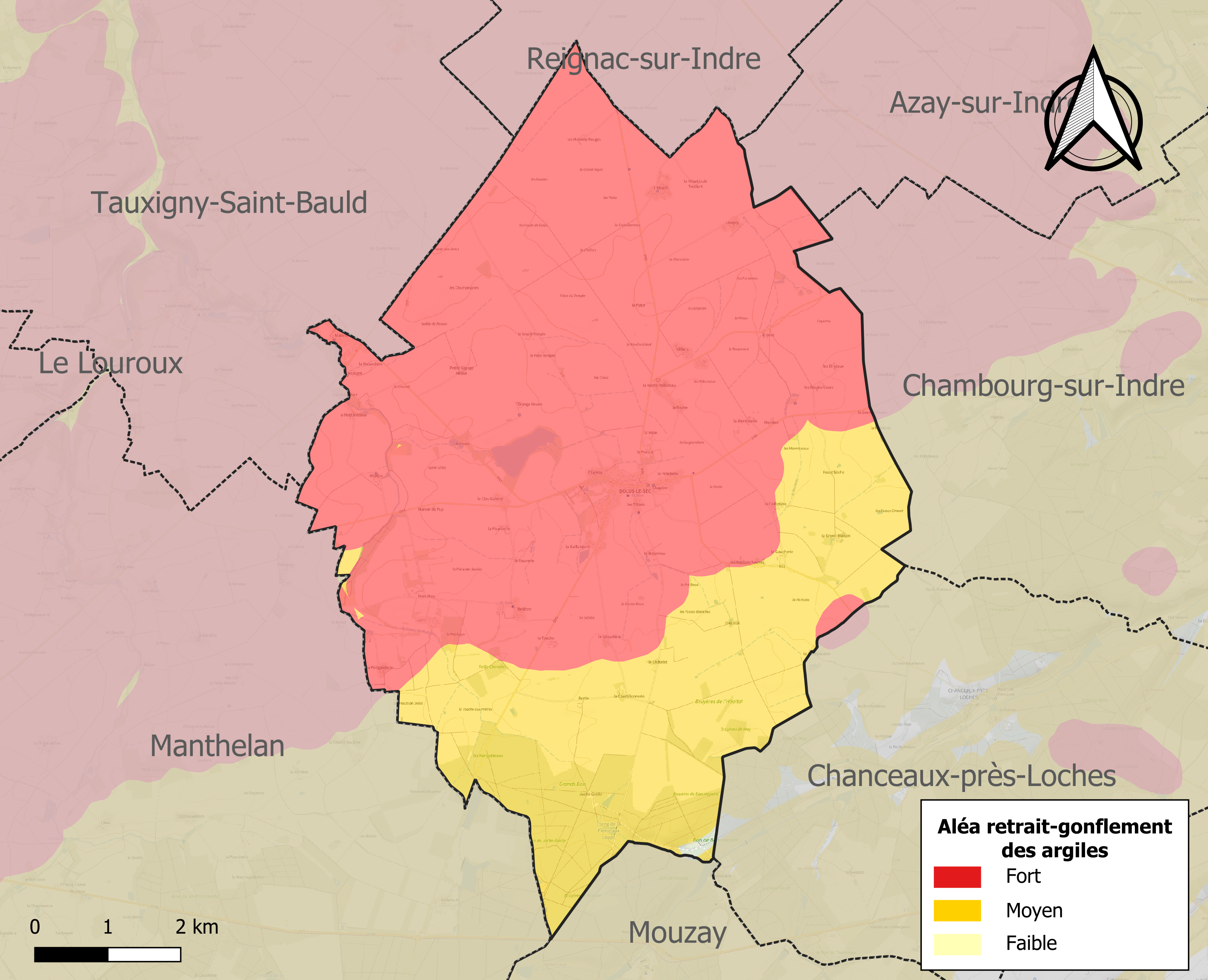
Carte des zones d'aléa retrait-gonflement des sols argileux de Dolus-le-Sec.

Le retrait-gonflement des sols argileux est susceptible d'engendrer des dommages importants aux bâtiments en cas d’alternance de périodes de sécheresse et de pluie. 99,8 % de la superficie communale est en aléa moyen ou fort (90,2 % au niveau départemental et 48,5 % au niveau national). Sur les 303 bâtiments dénombrés sur la commune en 2019, 303 sont en aléa moyen ou fort, soit 100 %, à comparer aux 91 % au niveau départemental et 54 % au niveau national. Une cartographie de l'exposition du territoire national au retrait gonflement des sols argileux est disponible sur le site du BRGM,.
Concernant les mouvements de terrains, la commune a été reconnue en état de catastrophe naturelle au titre des dommages causés par la sécheresse en 1990 et 1992 et par des mouvements de terrain en 1999.

## Toponymie
Dolus pourrait être une graphie abrégée de Dolutius (latin)

## Histoire
Seconde guerre mondiale 1939-1945 : la ligne de démarcation mise en place par les allemands après la défaite de la France séparée la zone libre (sud de la France) de la zone occupée (nord de la France). Cette dernière passait notamment sur la commune de Dolus-le-Sec.

## Politique et administration
| Période                                  | Période                  | Identité      | Étiquette      | Qualité    |
| ---------------------------------------- | ------------------------ | ------------- | -------------- | ---------- |
| Les données manquantes sont à compléter. |                          |               |                |            |
| mars 2001                                | mars 2008                | René Chauveau |                |            |
| mars 2008                                | En cours (au avril 2014) | Régis Girard  | sans étiquette | Professeur |

## Population et société

### Démographie
L'évolution du nombre d'habitants est connue à travers les recensements de la population effectués dans la commune depuis 1793. Pour les communes de moins de 10 000 habitants, une enquête de recensement portant sur toute la population est réalisée tous les cinq ans, les populations de référence des années intermédiaires étant quant à elles estimées par interpolation ou extrapolation. Pour la commune, le premier recensement exhaustif entrant dans le cadre du nouveau dispositif a été réalisé en 2007.

En 2022, la commune comptait 657 habitants, en évolution de −1,79 % par rapport à 2016 (Indre-et-Loire : +1,67 %, France hors Mayotte : +2,11 %).
| 1793 | 1800 | 1806 | 1821 | 1831 | 1836 | 1841 | 1846 | 1851 |
| ---- | ---- | ---- | ---- | ---- | ---- | ---- | ---- | ---- |
| 630  | 666  | 721  | 740  | 766  | 719  | 751  | 806  | 773  |

| 1856 | 1861 | 1866 | 1872 | 1876 | 1881 | 1886 | 1891 | 1896 |
| ---- | ---- | ---- | ---- | ---- | ---- | ---- | ---- | ---- |
| 779  | 807  | 766  | 811  | 820  | 792  | 802  | 788  | 738  |

| 1901 | 1906 | 1911 | 1921 | 1926 | 1931 | 1936 | 1946 | 1954 |
| ---- | ---- | ---- | ---- | ---- | ---- | ---- | ---- | ---- |
| 750  | 752  | 741  | 663  | 660  | 667  | 679  | 675  | 642  |

| 1962 | 1968 | 1975 | 1982 | 1990 | 1999 | 2006 | 2007 | 2012 |
| ---- | ---- | ---- | ---- | ---- | ---- | ---- | ---- | ---- |
| 598  | 562  | 481  | 437  | 507  | 538  | 625  | 637  | 675  |

| 2017 | 2022 | - | - | - | - | - | - | - |
| ---- | ---- | - | - | - | - | - | - | - |
| 671  | 657  | - | - | - | - | - | - | - |

### Enseignement
Dolus-le-Sec se situe dans l'Académie d'Orléans-Tours (Zone B) et dans la circonscription de Loches.
L'école primaire accueille les élèves de la commune.

## Culture locale et patrimoine

### Lieux et monuments
La commune dispose d'une église dédié à saint Venant et d'un monument aux morts de la Première Guerre mondiale. Une éolienne Bollée installée en 1898 est toujours en place près de l'ancien lavoir.

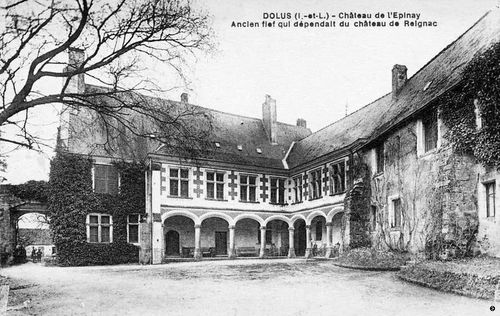
Chateau de l'Epinay à Dolus le Sec.

Le château de l'Epinay (propriété privée) se trouve à la sortie de la commune. Ce château daterait du 18e siècle et a appartenu entre autres au marquis de Lafayette. Le château a été modifié de 1925 à 1930 par l’architecte Philipeau. Son parc renferme un pigeonnier rond du XVIe siècle. Ce domaine s'est appelé: Lespinay, Lépinay en 1639), L’Épinay et L’Épinay. Cette ancienne châtellenie relevait de Reignac. Le seigneur avait le droit le haute, moyenne et basse justice, et celui d'éteuf, sur les hommes qui se mariaient ou dont on publiait les bans dans la paroisse. Cet éteuf était couru le jour de la Pentecôte. Les métairies de la Girardière, de la Chevallière et de la Baraudière relevaient de L’Épinay. En 1318, cette châtellenie appartenait à Guyon de Précigné. Elle passa ensuite aux familles du Fau, Barberin de Reignac, Thibault de la Rivière et de la Fayette. En 1710, elle fut réunie au marquisat de Reignac.
- Le manoir du Puy

### Personnalités liées à la commune
- Guillaume Rouillé (né v.  1518 à Tours et mort en 1589 à Lyon), grand imprimeur du 16e siècle, est originaire de Dolus-le-Sec.
- Jeanne Besnard-Fortin (1892-1978), artiste peintre de l'école de Montparnasse, née à Dolus-le-Sec.
- Catherine Colonna, ancien ministre, qui a grandi dans la commune.
- Gilbert Du Motier de La Fayette, ancien possesseur du château de l'Epinay.